# Perizoma subdesertica
Perizoma subdesertica là một loài bướm đêm trong họ Geometridae.